# 比景公主
比景公主（ひけいこうしゅ）は、中国の唐の太宗李世民の七女。

## 経歴
はじめ巴陵公主に封ぜられた。柴紹の子の柴令武に降嫁した。永徽3年（652年）に房遺愛らともに荊王李元景の擁立を謀り、発覚すると、翌年に自殺させられた。
顕慶年間、比景公主に追封された。

## 伝記資料
- 『新唐書』巻83 列伝第8「諸帝公主伝」